# Општина Косовска Митровица
Општина Косовска Митровица (алб. Komuna e Mitrovicës) је општина у Косовскомитровачком округу у Србији, која се налази на северном делу АП Косово и Метохија. У општини према проценама УНМИК-а живи 130.000 становника, са површином од 350 km² и обухвата 49 насељених места. Општина је у стварности подељена на северни и јужни део, током реке Ибар. Јужни, албански део има око 110.000 становника и већина су Албанци уз мање заједнице: Бошњака, Турака, Рома, Ашкалија, Египћана и Горанаца. Северни, српски део има око 20.000 становника од којих су 17.000 Срби (од њих су 5.000—7.000 интерно расељена лица), а 3.000 мањине и то највише Албанци, Бошњаци, Роми и остали. Северном делу припадају и етнички мешовита насеља Горњи Суви До и Доњи Суви До. Број Бошњака у граду је преполовљен са цифре од око 6000 пре сукоба 1999. године. Око 8.000 Рома из јужног дела је после доласка КФОР-а расељено у северни део и централну Србију.
Највеће насељено место у општини је градско насеље Косовска Митровица, а остала су:
| - Бајгора - Баре - Батаире - Брабоњић - Ваганица - Велики Кичић - Видомирић - Видушић - Влахиње - Врбница | - Горње Жабаре - Горње Рашане - Доње Рашане - Горњи Суви До - Доњи Суви До - Дедиње - Доње Винарце - Гушавац - Доње Жабаре - Забрђе | - Засела - Зијача - Качандол - Ковачица - Коприва - Косовска Митровица - Кошутово - Горње Винарце - Кутловац - Лисица | - Љушта - Мало Кичиће - Мађера - Мажић - Мељеница - Овчаре - Орахово - Пирче - Први Тунел - Река | - Ржана - Свињаре - Сељанце - Стари Трг (рударско насеље) - Стари Трг (село) - Страна - Трстена - Шипоље - Шупковац |